# Catastrophe de la Chana
La catastrophe de la Chana désigne un coup de grisou survenu le 21 janvier 1942 au puits de la Chana à Villars (Loire) en France.
L'accident provoqua la mort de 65 mineurs.

## Victimes
Parmi les 65 morts, 51 se répartiraient ainsi :
- 20 Français ;
- 14 Nord-africains ;
- 5 Italiens ;
- 3 Yougoslaves et Slovènes ;
- 3 Allemands d'origine polonaise ;
- 3 Somaliens ;
- 2 Portugais ;
- 1 Arménien.

On dénombre également 35 blessés, souvent très graves. Le nombre de victimes est parfois considéré comme sous-évalué.

## Funérailles
Le Cardinal Pierre Gerlier ainsi que le ministre de Vichy René Belin, assistent aux funérailles.

## Mémoire
Après la fin de l'exploitation en 1983, le site a été rasé dans les années 1990.
Il existe plusieurs éléments de mémoire :
- Le musée de la mine Jean-Marie Somet consacre une partie de sa muséographie à la mémoire de cette catastrophe[1]. Jean-Marie Somet (1906-2003), ancien mineur et survivant de la catastrophe, a notamment créé le comité du souvenir dont la mission est justement la mémoire de cette catastrophe[1] ;
- Une stèle est érigée à l'emplacement du puits de la Chana[1], aujourd'hui situé au trou numéro 2 du golf de Saint-Étienne[4] ;
- Il existe une Rue des Mineurs de la Chana à Saint-Étienne, dénommée ainsi en 1989[4] ;
- Un monument commémoratif se trouve dans le cimetière de Villars[4].